# Здолбунов
Здолбунов (укр. Здолбунів) град је Украјини у Ривањској области. Према процени из 2024. у граду је живело 23.000 становника.

## Становништво
Према процени, у граду је 2012. живело 24.527 становника.
| 1979.  | 1989.  | 2001.  | 2012.  |
| ------ | ------ | ------ | ------ |
| 25.432 | 27.598 | 24.612 | 24.527 |